# Sanok
Sanok (ukrajinsky Сянік/S'anik, latinsky Sanocum, německy zastarale Saanig, maďarsky zastarale Szánok; do roku 1786 Královské svobodné město Sanok) je okresní město v jihovýchodním Polsku v Podkarpatském vojvodství v okrese Sanok, ležící na řece San. V roce 2024 zde žilo 34 345 obyvatel.

## Geografie
Město se nachází v úzké kotlině v nadmořské výšce okolo 300 m, asi 30 km od hranic se Slovenskem (na jihozápadě) a Ukrajinou (na východě). Leží převážně na levém břehu Sanu, krátce před jeho soutokem se Sanoczkem. Převládá zde suché vnitrozemské podnebí. Východně od města se prostírá Krajinný park Solné hory.
Sanok je branou do polských Východních Karpat, resp. Bieszczad. Prochází tudy státní silnice č. 28 (Zator–Nowy Sącz–Krosno–Sanok–Přemyšl–Medyka), z níž se zde odpojuje silnice č. 84 směr Lesko–Ustrzyki Dolne(–Ukrajina). Městem dále vede železniční trať (Řešov–)Jasło–Zagórz. Nejbližší mezinárodní letiště – Řešov-Jasionka – je vzdušnou čarou asi 60 km severně.

## Historie

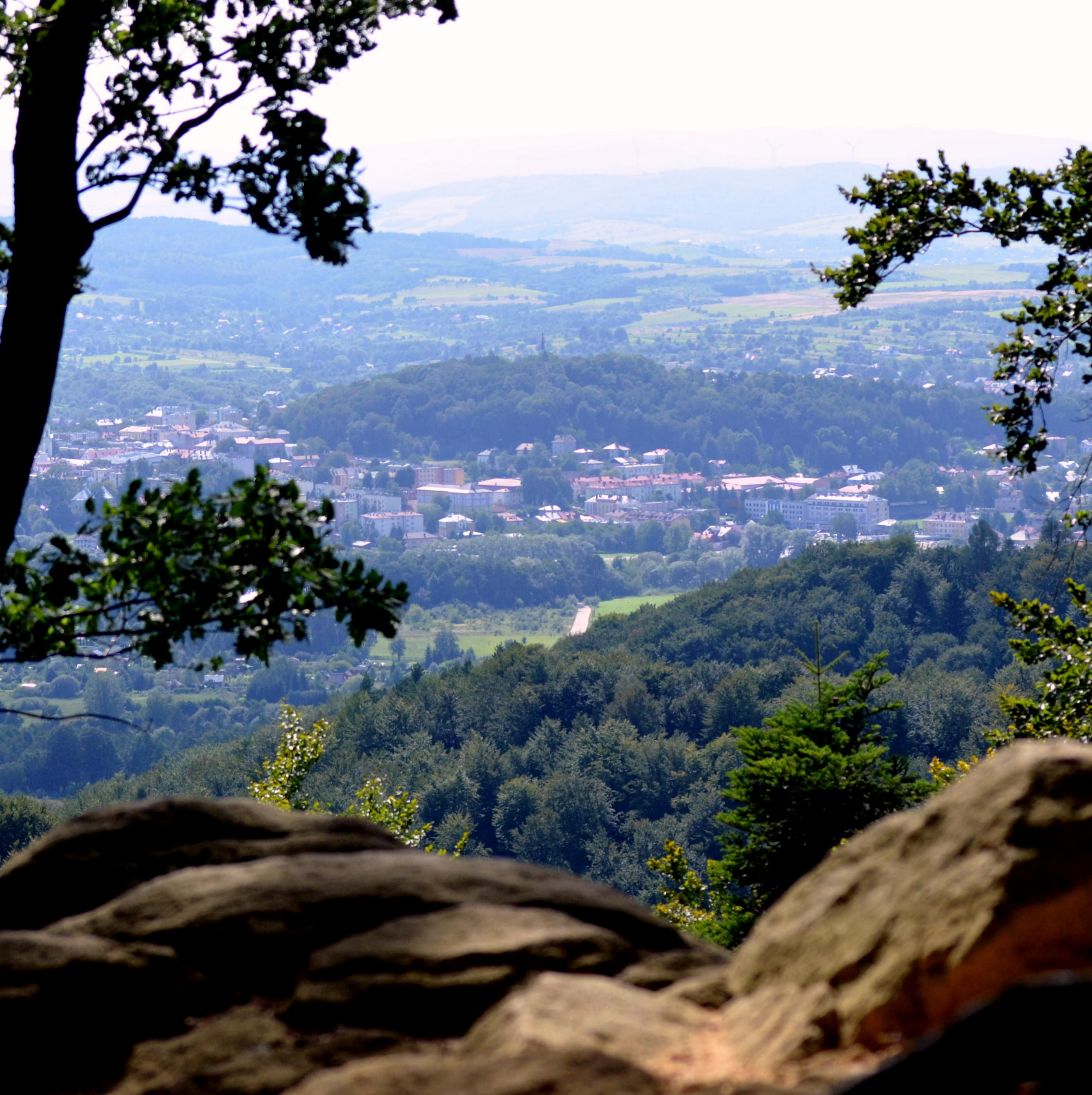
Pohled na město z vrcholu Orlí skála

První zmínka o Sanoku pochází z roku 1150. V roce 1339 haličský kníže Jiří II.
, syn Trojdena I. a kněžny Marie, vnuk Boleslava II. Mazovského (Piastovci) udělil městu magdeburské právo. Od roku 1366 je Sanok svobodným královským městem. Vladislav II. Jagello daroval královský hrad v Sanoku své manželce Alžbětě z Pilicy a Zikmund I. Starý postupně svým manželkám Barboře Zápolské a Boně Sforza. V roce 1523 byl sanocký hrad modernizován podle projektu italských architektů v intencích dobových trendů. V 15. a 17. století se město dále rozvíjelo. Zdejší populaci tvořili především římskokatoličtí Poláci, Židé a řeckokatoličtí Rusíni.
Při prvním dělení Polska roku 1772 připadlo město v rámci Haliče habsburskému Rakousku; v té době se stalo významnou pevností. V 19. století dochází k postupné ztrátě významu. V roce 1884 byla do Sanoku dovedena železnice, odbočka z První uhersko-haličské dráhy (tedy trati přes Lupkovský průsmyk do Přemyšle a Lvova), jako součást Haličské transverzální dráhy (úsek Zagórz–Krosno–Jasło).
Za první světové války přes město několikrát přešla fronta mezi rakousko-uherskými a ruskými carskými vojsky. Po válce připadlo město Druhé Polské republice, kde se stalo jedním z center ukrajinského hnutí a rusínské kultury. Po vypuknutí druhé světové války roku 1939 se Sanok ocitl přímo na hranici mezi německým a sovětským záborem (kterou zde podle tzv. paktu Molotov–Ribbentrop byla řeka San). Poválečná sovětsko-polská dohoda pak určila hranici o něco východněji, takže Sanok s celým okolím zůstal Polsku (později PLR). Polská vláda následně roku 1947 v rámci Operace Visla provedla vysídlení značné části zdejšího ukrajinského a rusínského obyvatelstva.
Administrativně spadal Sanok po válce do vojvodství řešovského, v letech 1975–1998 pak do menšího vojvodství krosenského. Od roku 1999 náleží do vojvodství podkarpatského, jehož je devátým největším městem.

## Průmysl

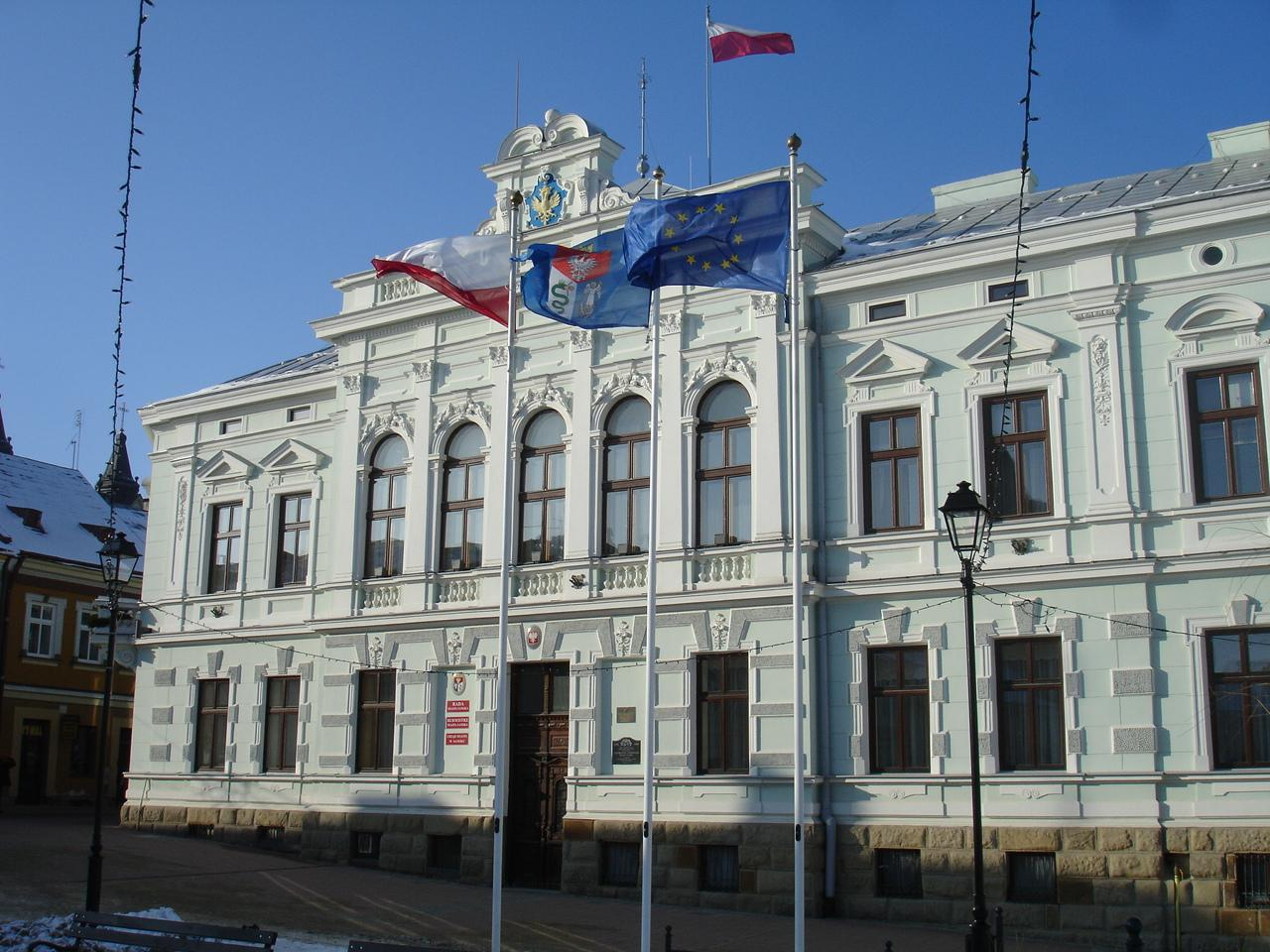
Magistrát města Sanok

Nedaleko od řeky San na severozápad od centra se rozkládají závody Stomil (gumárenský závod, kterou založil dr. Oskar Schmidt v roce 1932) a Autosan (1898–1945 továrna na vagóny Fabryka Wagonów Sanowag, kterou založili Walenty Lipiński a Mateusz Beksiński v roce 1832). 

## Kultura
Město má postavení městského okresu a je sídlem vládního obvodu Sanok, technické a řady dalších vyšších odborných i jiných škol. Nachází se zde řada historických památek a muzeí, mezi nimi Muzeum Historyczne (Historické muzeum), které vlastní nejlepší sbírku prací Zdzisława Beksińského (autor muzeu věnoval asi 150 obrazů a řadu grafik); v roce 1999 zde byla uspořádána výstava jeho prací („Uzavřená retrospektivní výstava“).

### Skansen
V současné době existuje v Sanoku regionální muzeum lidového stavitelství
, věnované především lidovému stavitelství zdejších Poláků, Lemků a Bojků.

### Sport
- Evropská dálková trasa E8
- Hokejový klub STS Sanok[8]

### Sanok v literatuře
Sanok je jedním z míst významně zmíněných v Haškově Osudech dobrého vojáka Švejka za světové války. V době Švejkova pobytu v roce 1915 se zde měl nacházet štáb železniční brigády, ke které náležela 11. marškumpanie, batalión 91. regimentu v Českých Budějovicích. To ale neodpovídá skutečnosti, štáb železniční brigády (Eisenbahnbrigade) tam určitě nesídlil, protože Rakousko-Uhersko tehdy nemělo „železniční brigády“, nýbrž štáb železné brigády (nazývané tak od války v roce 1864). Město Sanok každopádně s tímto odkazem pracuje, v centru se nachází Švejkova socha a prochází tudy mezinárodní cyklotrasa „Po stopách příhod dobrého vojáka Švejka“. 
Nádražní cedule „Sanok“ se objevuje i ve filmu Poslušně hlásím. Ve skutečnosti se tato scéna natáčela v Olbramovicích.

## Osobnosti

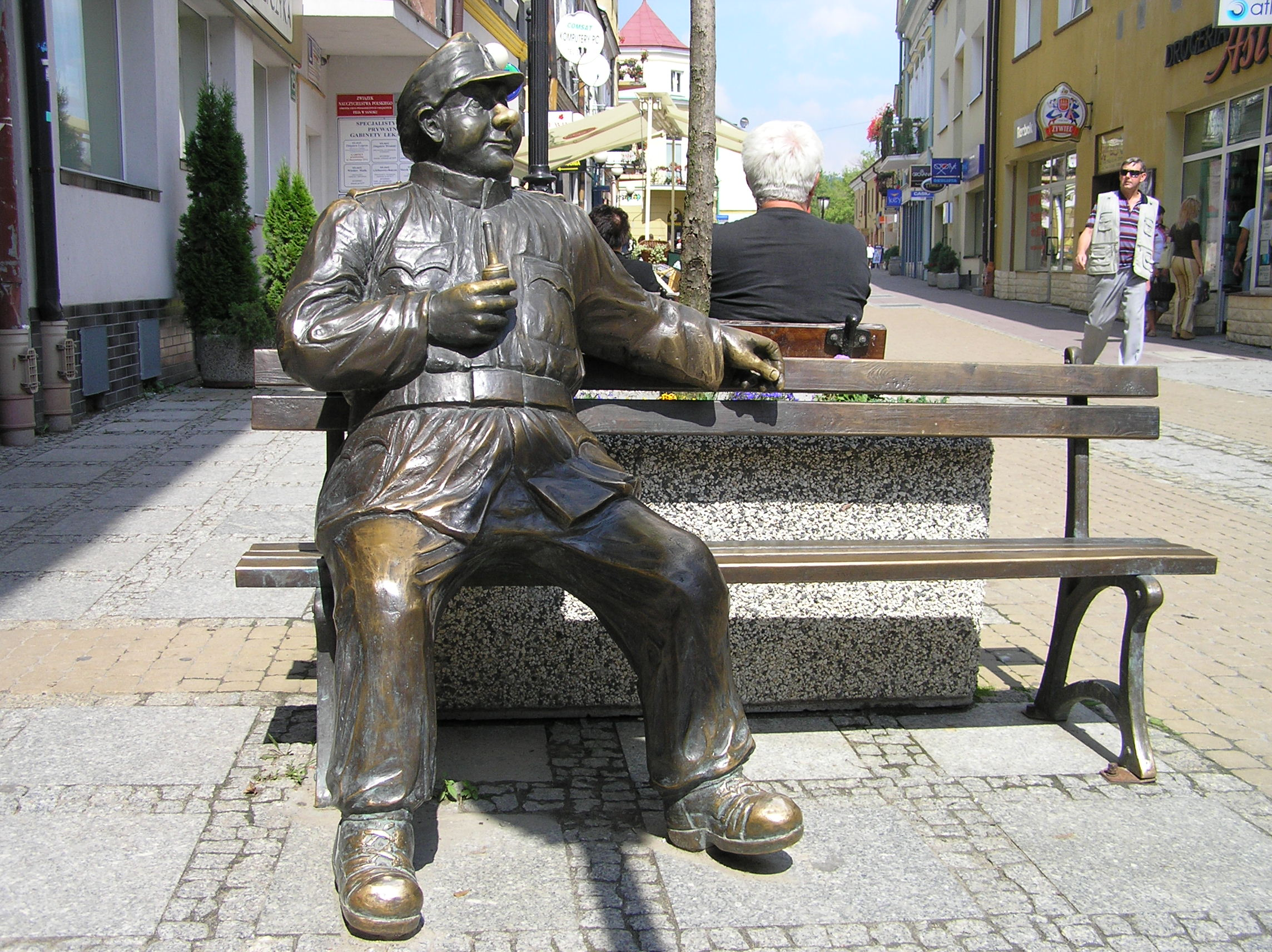
Švejkův pomník v Sanoku

- Řehoř ze Sanoka (1407–1477), profesor na akademii krakovské, arcibiskup lvovský, spisovatel elegií a komedií podle vzoru Plautova
- svatý[11] Zygmunt Gorazdowski (1854–1920), prelát a papežský komoří
- Karol Pollak (1859–1928), polský elektrotechnik, podnikatel a vynálezce
- Broncia Koller-Pinell (1863–1934), rakouská avantgardní malířka — expresionistka
- Kazimierz Świtalski (1886–1962), polský premiér v roce 1929
- Martin Dziuban (1892–1970), lékař, epidemiolog, zakladatel slovenské parazitologie a preventivního lékařství
- Adam Joachim Vetulani (1901–1976), historik, profesor na krakovské akademii
- Adam Fastnacht (1913–1987), historik
- Marian Pankowski (1919–2011), spisovatel
- Zdzisław Beksiński (1929–2005), malíř, tvůrce monumentálních obrazů v barokním a gotickém duchu[12]
- Tomasz Beksiński (1958–1999), fejetonista, překladatel, syn Zdzisława[13]
- Szymon Pawłowski (* 1978), polský politik, poslanec Sejmu za LPR
- Michał Walczak (* 1979), dramatik a režisér